# Stop Being Greedy
"Stop Being Greedy" é o segundo single de DMX do seu álbum de estreia, It's Dark and Hell Is Hot. O single alcançou o número 79 na parada Billboard Hot 100 nos Estados Unidos.

## Informação

### Produção
O instrumental foi produzido por P.K. para a Ruff Ryders Entertainment. Esta é também uma das canções do álbum que apresenta as conhecidas latidas de cão de DMX. A canção apresenta duas personalidades de DMX; a voz suave representa uma pessoa sem problemas, enquanto que a voz nervosa representa uma pessoa com hostilidade.

### Letra
A letra se foca em violência e estresse que representam a raiva de DMX com pessoas que são gananciosas e não querem ajudar os outros que precisam.

### Videoclipe
O videoclipe da canção foi filmado na vila de Chester, Nova Iorque e mostra o velho banco MSB a mansão Glenmere.

### Samples
A canção usa um sample de "My Hero Is a Gun" de Diana Ross do filme de 1975 Mahogany.

## Posições nas paradas
| Parada                                            | Posição |
| ------------------------------------------------- | ------- |
| E.U.A. Billboard Hot 100                          | 79      |
| E.U.A. Billboard Hot R&B/Hip-Hop Singles & Tracks | 45      |